# 興賢書院
23°57′30″N 120°34′29″E / 23.958364°N 120.574612°E
興賢書院，是位於臺灣彰化縣員林市員林公園內的書院、文昌廟，為彰化縣定古蹟。

## 沿革

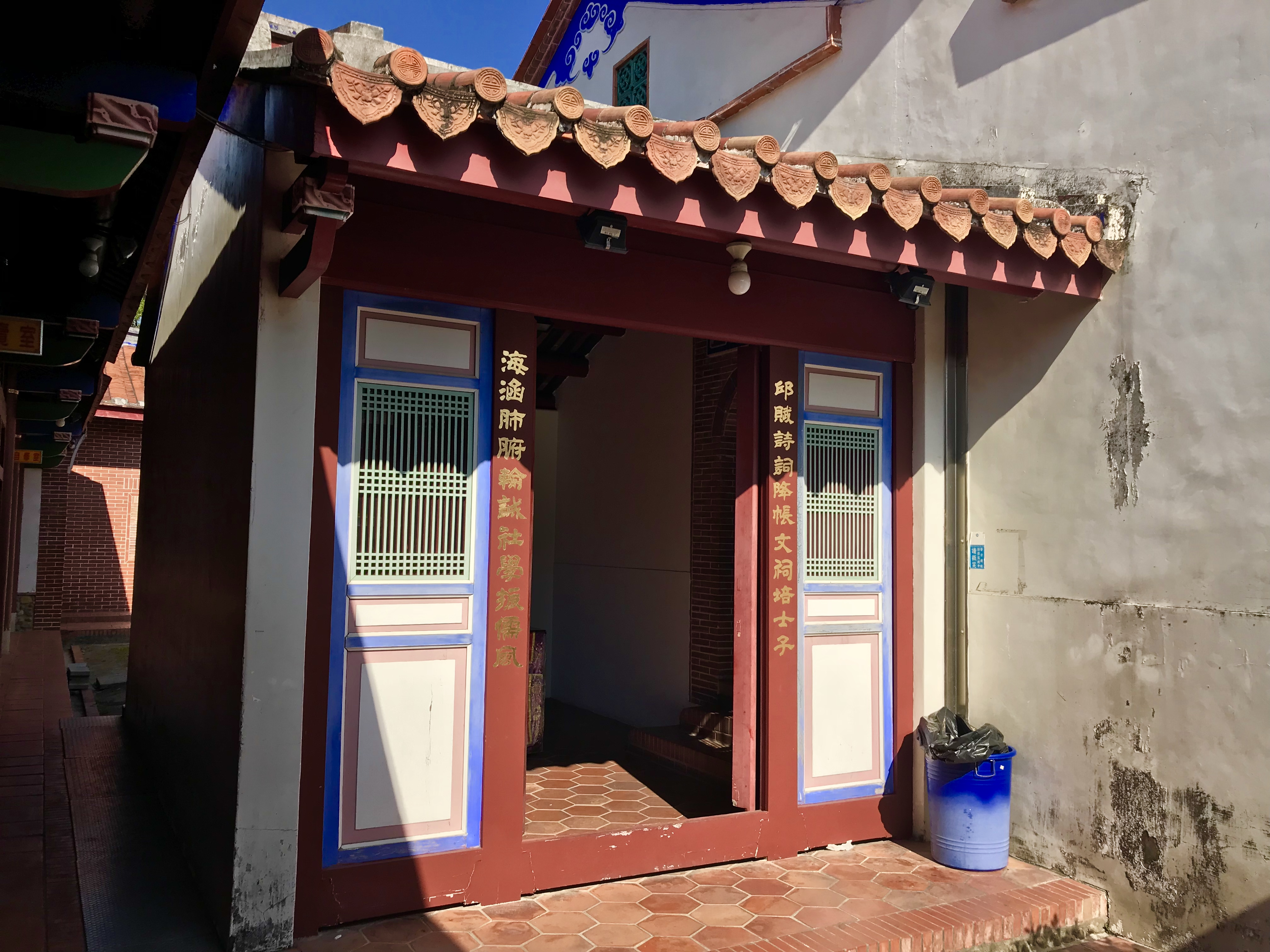
祭祀邱海的祠堂

此書院前身為嘉慶十二年（1807年）五月十九日建立的文昌帝君廟。今址為彰化縣員林市三民街1號，街道附近屬中正里。
道光年間，廣東潮州饒平廩生邱海來到臺灣，初居永靖苦苓腳的秀才邱翠英宅第，後遷此祠定居並設私塾，收武東堡、武西堡、燕霧下堡（今員林市、大村鄉、埔心鄉、永靖鄉、社頭鄉）學子。邱海將所得銀兩重修文昌祠，供給月課獎助學生。他病逝於員林，所有財產捐贈此祠，留下八甲多的學田。
光緒七年（1881年），秀才邱翠英、蕭貞吉、賴萬青、江登甲、陳有光等發起募捐，得款募捐三千元改建成為興賢書院。 改建完成後，眾人同意始設管理人制度，而當時在授業學生就已達一、二百人。首任管理員為大村的賴繩武。
1909年，臺灣實施土地所有權時，議決廟名改稱「寺廟興賢書院」登記。1918年，登記的宗教類別從儒教改為道教。1924年第二任管理人張清華任內，員林街長借用興賢書院部份土地作員林公園，共強制出借二甲產權。1926年，黃溥造與文友林天爵等人創立興賢吟社，按月課詩。書院曾盛極一時，成為昔時燕武三堡文人雅士會聚之所。日本政府紀錄當時廟一軒及附屬十八軒，登記信徒約有一百人，由信徒大會選舉管理人，再由管理人推舉評議員，管理人代表興賢書院對外行使職務。
太平洋戰爭時棟宇傾圯、丹青剝落，興賢吟社老成凋謝。1953年，耕者有其田，廟方失去七甲餘學田。1950年代整修時，換新楹換大柱改蓋安全瓦。戰後到1970年代之間，因書院沒有合法管理人，未能落實管理，以致出現了難解的佔住戶問題。書院大殿曾被住戶圍起隔板改成廚房餐廳，于右任的柱聯也被釘子木板遮蓋。
約1980年代，寺廟興賢書院管委會將員林公園及興賢書院納入管委會財產。九二一大地震，列為三級古蹟的書院正殿及拜殿全部倒塌。同年11月1日，管委會開會決定在拜亭先建簡易建築，供神像遮蔽，等內政部處理是否解除或維持古蹟，再設法作進一步建設。鎮長許瓊聰在同月18日同意重建。
2000年1月3日，內政部核定文物清理紀錄費新台幣一百五十萬元，5月委託中原大學辦理文物清理與保存工作，10月21日追加預算核定補助500萬元。2001年1月完成清理工作，清出文物達七百多件，堪用部分達百分之七十，存於員林果菜市場，並在3月委託中原大學辦理清理文物整修維護計畫。但因文物存放果菜市場鐵皮屋內，環境不良，經由縣長翁金珠多方協助，營建署提供員林國宅空屋作免費存放，於2002年3月完成借用手續，同月27日在員林國宅展出保存成果展。6月，公開評選委託曾文吉建築師事務所辦理興賢書院設計監造，至年10月設計書圖完成，送請專家學者審查並辦理發包。
2003年1月動工。為了解決十三戶的佔住戶問題，興賢書院管委會打官司，在2003年6月20日管委會再度開會決議，給佔住戶每坪三萬元的搬遷補助費，預估花七、八百萬元。2004年10月15日，監委黃勤鎮與林鉅鋃在縣府民政局副局長粘振裕陪同下，前往現場查看，目睹整座書院只剩左廂房一道圓型通道。2005年4月15日進行上樑儀式，由彰化縣長翁金珠到場點樑，管委會主委張次郎主祭。11月舉行入火安座大典。但當時圍牆、周邊景觀、公廁等還未完工，引發居民不滿。彰化縣文化局初驗發現神龕座面磚也不平整，待包商改善後，次年1月16日天再重新安座，由縣長卓伯源主持。

## 文物

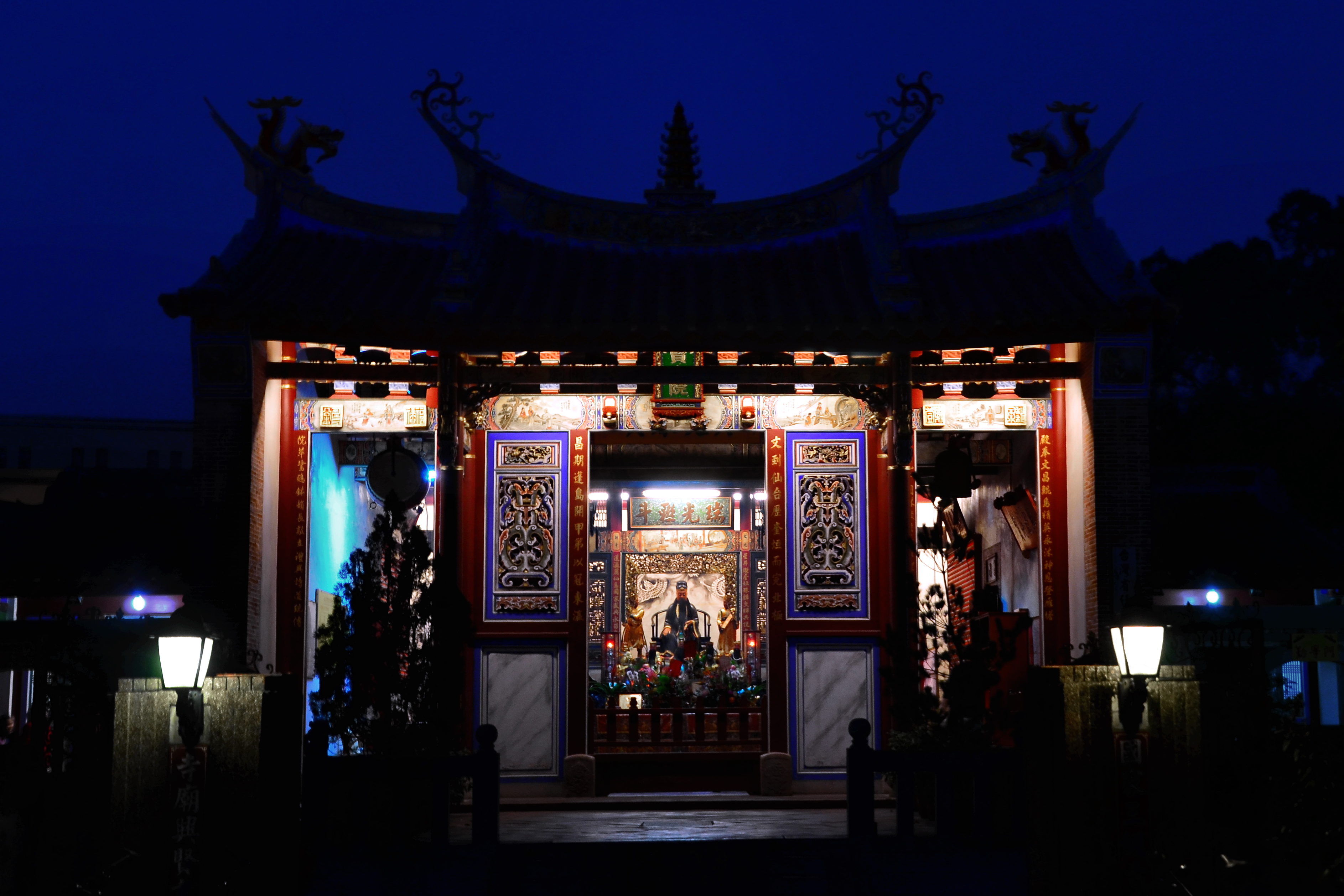
興賢書院夜景

建築格局為坐北朝南、兩進式。左側惜字亭名曰「敬聖亭」。正殿牆壁用寸二磚斗砌法建造，土角依稀可見。右、左側護龍分別為日治、清治建築。前院丹墀的御路石雕，使用剔地起突法，龍身浮起於雲海之間。欄杆座中石獅一對、桃形望柱一對，為孔廟建築形制，在書院建築上為少見。大門上述說忠孝仁義故事的彩繪為藝師陳敦仁作品。
正殿中門楣安著木匾，刻著「興賢書院」四字，「賢」字右上的「又」寫成「忠」。兩側上有「文運亨通、昌期際會」及「賢閭聖域、興詩立禮」的門聯，及于右任手書「日月發懸神通應極三千界、河山一統文運重開億萬年」。殿雖為單簷，然內部頗高敞。文昌帝君神像兩旁的雕刻門籬在1997年遭竊。
在1998年記者介紹時，正殿橫樑上掛有書院教席林天爵在1925年題名的「瑞光聯斗」匾額。梁柱為三通五瓜，具有獅座、雙龍雕、鰲魚、雀替、花鳥、唐草、雜八寶木雕，及彩繪有蘭花、唐草、鳥雀等。梁柱等結構建築於1952、1953年兩度大修，柱上刻寫著五副對聯。神桌上供奉文昌帝君神像，陪祀有文護法孔明、武護法關羽，前有倉頡香座。神龕上方有林天爵書寫的「宏開景運」木匾。神龕木雕，本來代表「一路連科」的蓮花叢中棲鷺鷥」，和暗示「喜上眉梢」的喜鵲跳躍梅樹，皆在1997年4月被竊。左步通牆邊設一神龕，奉祀邱海先生祿位，其木牌上刻「興賢書院經始紀念」，右邊寫「昭和三年」，左邊寫「戊辰春月」。步通右邊上懸一銅鐘，下有一皮鼓，都是1928年訂製。

## 祭祀

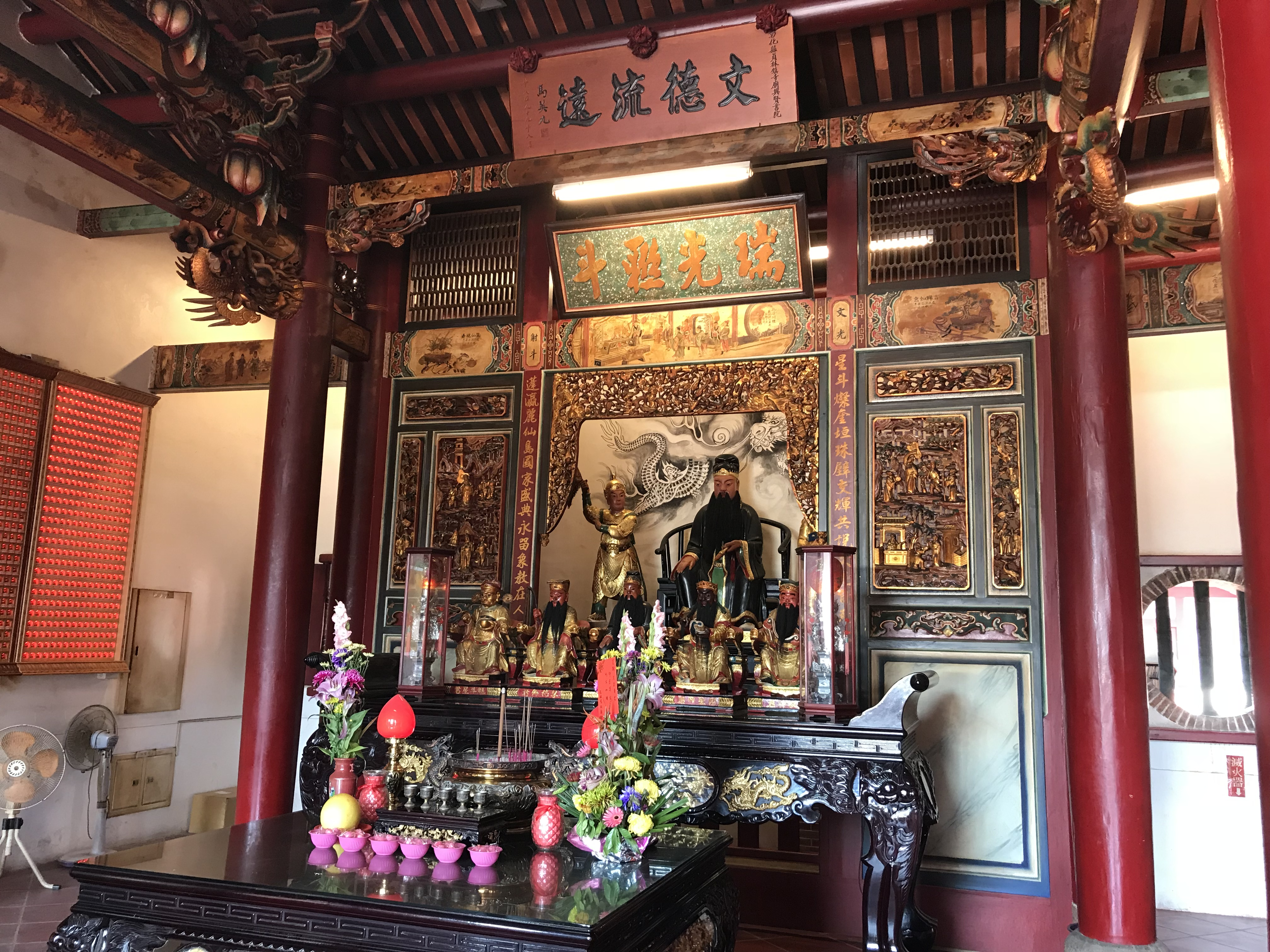
正殿神像

員林、永靖、埔心、大村等鄉鎮的高中職及國中校長會來此祠作祈福活動並擔任陪獻官。祭祀依照古禮，唸疏文並行三跪九叩大禮。接著是「與祭」，分為獻花、獻酒、獻果、獻饌。
廟方也為臺灣文昌書院聯誼一員，在農曆二月初二文昌帝君誕辰時會辦聯誼，2017年時輪到主辦。

## 外部連結
- 員林市公所興賢書院介紹 （页面存档备份，存于）
- 921關懷系列─許興賢書院一個未來 （页面存档备份，存于）